# Марк Пупий Пизон Фруги Калпурниан
Марк Пупий Пизон Фруги Калпурниан (на латински: Marcus Pupius Piso Frugi Calpurnianus; * 114 пр.н.е.) e от gens Калпурнии, но е осиновен от Марк Пупий.
След смъртта на Луций Корнелий Цина през 84 пр.н.е. той се жени за неговата вдовица Анниа. През 83 пр.н.е. той става квестор на консул Луций Корнелий Сципион. От 71 до 69 пр.н.е. е проконсул на Испания и когато през 69 пр.н.е. се връща в Рим получава от Сената триумф.
Пизон служи през 67 пр.н.е. като легат на Гней Помпей Магнус в третата Митридатова война до 62 пр.н.е. През 61 пр.н.е. става консул заедно с Марк Валерий Месала Нигер.
След смъртта му Марк Антоний започва да живее през 47 пр.н.е. в неговата къща.